# مکس (سگ)
مکس (به انگلیسی: Max)(زادهٔ ۹ اوت ۱۹۸۳ لوزیانا، آمریکا؛ درگذشته: ۱۸ مه ۲۰۱۳) یک نژاد مخلوط از سگ‌های بیگل، داشهوند و تریر بود که برای ۲۹ سال و ۲۸۲ روز زندگی کرد.
در ۱۵ مه ۲۰۱۳ رکوردهای جهانی گینس اعلام کرد مکس پیرترین سگ جهان است. اما سه روز بعد از آن بر اثر تشنج تونیک کلونیک درگذشت.